# Longecourt-en-Plaine
 Longecourt-en-Plaine  es una población y comuna francesa, situada en la región de Borgoña, departamento de Côte-d'Or, en el distrito de Dijon y cantón de Genlis.

## Demografía
| 560 | 582 | 562 | 713 | 1023 | 1189 |
| Para los censos de 1962 a 1999 la población legal corresponde a la población sin duplicidades (Fuente: INSEE [Consultar]) |     |     |     |      |      |

## Lugares de interés
- Castillo de Longecourt, del siglo XII, posteriormente reformado.